# Club de Fútbol Joventut Mollerussa
El Club de Futbol Joventut Mollerussa es un club de fútbol español de la localidad de Mollerusa, en la  Lérida. Fundado en 1919, actualmente compite en el grupo 5 de la Tercera RFEF, aunque llegó a disputar una temporada en Segunda División a finales de la década de 1980.

## Historia
El Mollerussa fue inscrito en la Federación Catalana de Fútbol el 30 de abril de 1930, bajo la presidencia de Josep Fontanet Bosch. El Club de Fútbol Jovent Mollerussa es el heredero de otro club que ya existía desde 1919, el Sporting Club Mollerussa, que desapareció durante la década de los años 20.
La primera alineación de la que hay constancia es la siguiente: Prim; Muntada, Pons, Sàlvia, Bosch, Vilaró, Mata, Zalabardo, Mitjavila, Tàpies y Gaya. 
El nombre actual de la entidad fue adoptado el 6 de noviembre de 1953, sustituyendo al anterior, Fútbol Club Mollerussa. También se hizo oficial la actual equipación del club.
El Camp Municipal d'Esports se inauguró el 8 de septiembre de 1968 en un partido oficial contra el Club de Fútbol Reddis de Reus (Tarragona).
El Mollerussa fue disputando sus encuentros en las categorías regionales del fútbol catalán hasta la temporada 1983-84, en la que consiguió el ascenso a la Tercera División de España, siendo campeón del Grupo V en la temporada 1985-86, lo que le daba derecho a jugar la promoción a la Segunda División B de España contra el Alzira, pero al final no se logró el ascenso, al contrario que en la temporada siguiente, la 1986-87. 
Ya en la Segunda División B, el Mollerussa consiguió una de las plazas de ascenso directo a la Segunda División de España. El club fue nombrado Mejor Entidad Deportiva de Cataluña, bajo la presidencia de Joan Miró y los éxitos propiciaron la ampliación del Camp Municipal d'Esports. La temporada 1988-89, ya en Segunda División A, fue una temporada muy complicada a nivel deportivo, marcada por la modestia de un club con sólo 1500 socios, pero fue una experiencia única e histórica al poder competir contra grandes clubes de esta categoría. Al final de esta temporada se descendió de nuevo a la Segunda División B, donde se jugó tres temporadas consecutivas.

## Uniforme
- Uniforme titular: Camiseta blanca con degradado azul, pantalón y medias azules azules.
- Uniforme visitante 1: Camiseta amarilla, pantalón negro y medias amarillas.
- Uniforme visitante 2: Camiseta roja, pantalón rojo y medias rojas.

## Estadio
Camp Municipal d'Esports, inaugurado en 1968, con capacidad para 4.000 personas. El terreno de juego es de césped artificial. 

## Estadísticas del club
- Temporadas en 1.ª: 0
- Temporadas en 2.ª: 1 (1988-89)
- Temporadas en 2ª B: 4 (1987-88, 1989-90, 1990-91 y 1991-92)
- Temporadas en 3.ª: 4 (1984-85, 1985-86, 1986-87, 1992-93 y 2023-actualidad)